# はちきん
はちきんとは、「男勝りの女性」を指す土佐弁である。また、高知県女性の県民性を表した言葉でもある。
高知県の女性は、話し方や行動などがはっきりしており快活、気のいい性格で負けん気が強いが、一本調子でおだてに弱いといわれる。後ろを振り返ることなく前進し続けるといった質朴さや行動力あふれる点で、土佐の男性と共通する。「女性として光るもの10なければならないが、2つぐらい欠けている状態」「亭主を亭主と思わず、しゃしゃり出ることを好み、負けず嫌いのお調子者」「逆上せ上ったら止まらない性格」などを指す言葉でもあるという。
「はったか」とも呼ばれ、男性についても用いられたことがある。また、現在の「バイタリティーある女性」という用法は本来は誤用であったものとされる。

## 由来
男性の睾丸は一般に一人当たり2個あることから、4人の男性を手玉に取る女性すなわち「8金」ということである。なお、下ネタ的な表現なので高知県の女性はこの用語をあまり好まない傾向にある。
ただしこの説が定説という訳でもなく、竹村義一も「そのルーツを探ろうとした。しかし正直なところ目が見えないで象をなでるの感を禁じ得なかった。」と述べているように、十分な説得力を持つ説は存在しない。たとえば「ハチ」についても、西日本を中心に日本全国で「お転婆」の意で使うことから、数字の8と解釈するのも一説にすぎない。

## 異説
この言葉には「乗りに乗る者」という意味合いもあり、この場合は「八金」と表す。「針金」の誤字であるとされる。文化年間の播磨屋町周辺から生まれた言葉で、針屋金蔵という乗りの良い人物を語源とする説や、八錦金右衛門という剛の馬鹿者が語源という説がある。また、「八金」を無理矢理一文字の「釜」とし、そこから「鎌」に変化して、「鎌が切れる」「鎌である鎌が切れぬ」→「馬鹿者」という意味合いに変わったとする説もある。その他、「八分金」を回した独楽が由来とする説がある。